# جوزپه متیکا
جوزپه متیکا (انگلیسی: Giuseppe Mettica; ۲۶ مارس ۱۹۱۹ – ۵ مهٔ ۲۰۰۳) بازیکن فوتبال اهل ایتالیا بود.
از باشگاه‌هایی که در آن بازی کرده‌است می‌توان به باشگاه فوتبال اینتر میلان و باشگاه فوتبال باری اشاره کرد.